# 런 다운
런 다운(영어: run down) 또는 론돈(스페인어: rondón)은 자메이카를 비롯한 카리브 지역에서 먹는 생선 스튜이다.

## 이름
영어권 카리브에서 런 다운(run down), 런다운(rundown), 런 던(run dun), 플링 미 파(fling me far), 플링 미 포(fling mi for) 등으로, 스페인어권 카리브에서 론돈(rondón) 등으로 불린다.

## 같이 보기
- 오일 다운